# 강정훈 (감정평가사)

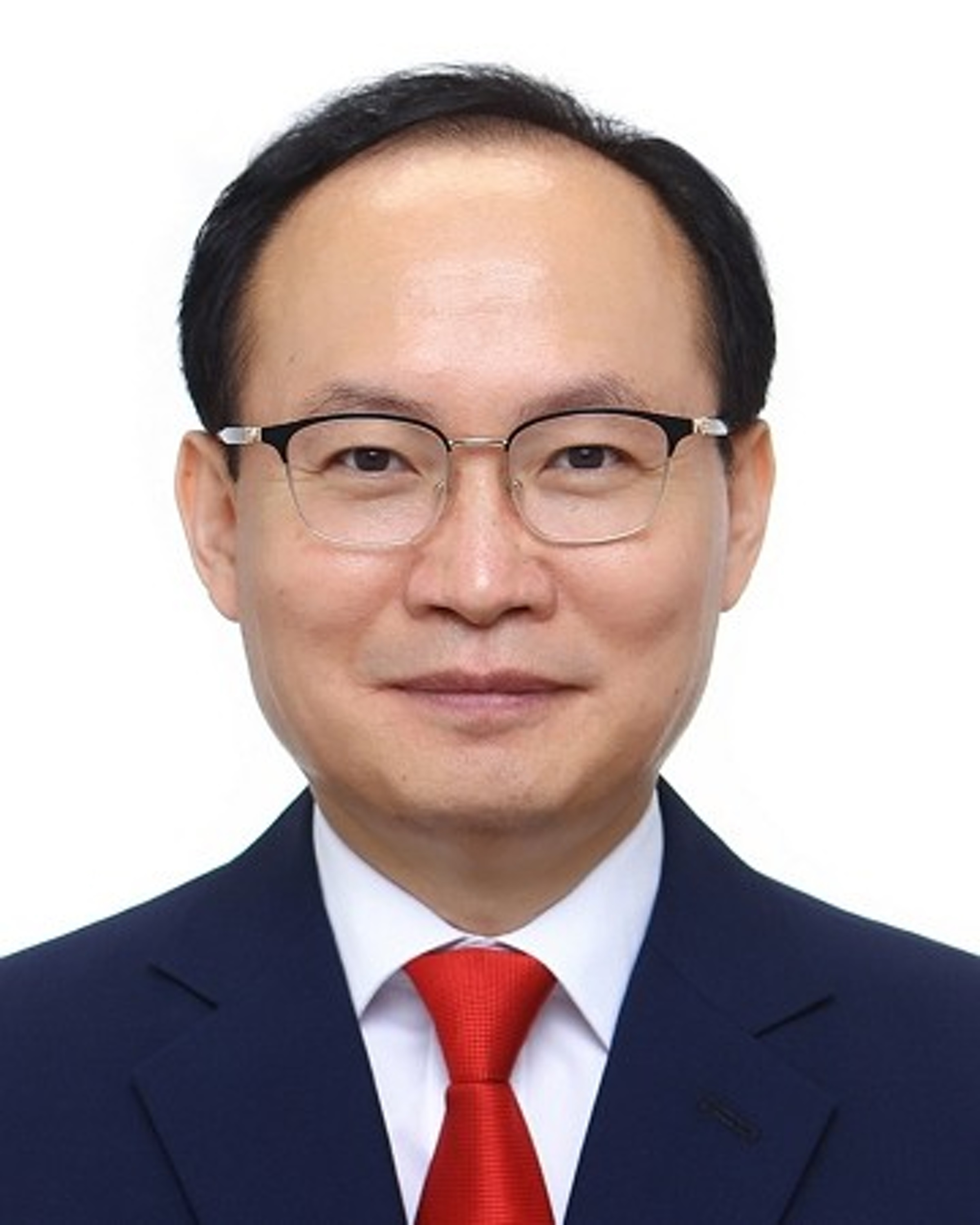
강정훈

강정훈(姜征蘍,1973년 11월 4일~)은 대한민국의 현직 감정평가사이자 국민대학교 법무대학원 겸임교수이다. 박문각 서울법학원의 감정평가사 행정법과 감정평가 및 보상법규 강사이며 감정평가사 합격자 배출 1위의 전설적인 1타 강사로 활약하는 중이다.

## 생애
본관은 진주이며, 경기도 양평군 출생이다. 감정평가사 시험에서는 7번의 고배를 마쳤으나, 8번째 마지막 도전인 제 18회 감정평가사 시험에서 절처봉생의 노력끝에 법규 78점의 수석으로 합격을 하였다. 은행나무가 있는 사찰에 방문하여 매년 감정평가사 수험생 합격 기도를 하며 많은 수험생을 격려한다.

## 학력
- 1986. 02 곡수초등학교 졸업(39회)
- 1989. 02 개군중학교 졸업(19회)
- 1992. 02 양평종합고등학교 졸업(현재 양평고등학교로 개칭)
- 2000. 08. 성균관대학교 경영학과 졸업(경영학 학사)
- 2011. 08. 고려대학교 정책대학원 경제학 석사 졸업(경제학 석사)
- 2019. 02. 국민대학교 일반대학원 법학과 졸업(법학 박사)

## 자격사항
- 2007.12. 감정평가사 합격 (18회 법규수석 78점/국토교통부)
- 2000.11. 공인중개사 자격취득(국토교통부/경기도)
- 2002.12. 주택관리사 자격취득(국토교통부/경기도)
- 2013.12. 행정사 자격취득(행정안전부)
- 2019. 2. 법학박사 자격취득(교육부/국민대학교)
- 2021. 6. 원가분석사 자격취득(기획재정부/(사)한국원가분석관리협회))
- 2022.10. PIA사설탐정사 자격취득(한국특수교육재단)

## 경력
- 2012. 08 – 2023. 현재 (現) 국민대학교 법무대학원 부동산법무전공 겸임교수/외래교수
- 2008. 01 – 2023. 현재 (現) 감정평가법인 감정평가사 근무(現 감정평가법인 태백 이사)
- 2012. 11 – 2022. 04 (前) 법제처 국민법제관(주택토지분야)
- 2013. 01 – 2023. 현재 (現) 수원지방법원 법원감정인(소송, 경매)
- 2013. 03 – 2023. 현재 (現) 경기도 안양시청 무료법률상담위원
- 2013. 03 – 2023. 현재 (現) 경기도민회 실행위원
- 2014. 03 – 2016. 02 (前) 한국감정평가사협회 이사
- 2014. 03 – 2016. 02 (前) 감정평가사법제정 특별위원회 위원
- 2014. 08 – 2020. 08 (前) 대한적십자사 전국대의원(경기도지사추천)(2회역임)
- 2015. 01 – 2023. 현재 (現) 한국토지보상법연구회 상임이사
- 2015. 01 – 2023. 현재 (現) 국민권익위원회 전문상담위원
- 2015. 03 – 2017. 02 (前) 한국감정평가학회 미래위원장
- 2015. 04 – 2016. 02 (前) 한국감정평가사협회 미래위원장
- 2017. 03 – 2023. 현재 (現) 한국감정평가학회 이사
- 2018. 03 – 2023. 현재 (現) 한국감정평가사협회 연수위원
- 2020. 01 – 2023. 현재 (現) 법제처 제안심의회 위원
- 2020. 01 – 2023. 현재 (現) 대한적십자사 상임위원(경기도지사)
- 2021. 06 – 2023. 현재 (現) 충청남도 지방토지수용위원회 위원
- 2021. 12 – 2023. 현재 (現) 국토교통부 중앙토지수용위원회 전문위원
- 2022. 06 – 2023. 현재 (現) 한국부동산원 보상자문위원회 위원
- 2022. 08 – 2023. 현재 (現) 한국토지주택공사 청렴시민감사관 및 윤리경영위원회 위원
- 2022. 09 – 2023. 08 (前) 경기일보 이슈엔경제 파트 고정 칼럼리스트
- 2022. 11 – 2023. 현재 (現) 한국부동산원 재건축부담금 검증자문위원

## 주요수상
- 1994. 06 장관급부대장 표창(모범군인)
- 2009. 03 한국감정평가사협회장 표창(공로상)
- 2013. 12 국토교통부장관 표창(장차관급)(법제 유공)
- 2013. 12 경기도지사 표창(장차관급)(민원봉사유공)
- 2014. 01 몽골정부 100주년 훈장(법제수출유공)
- 2014. 06 대통령직속청년위원장(장관급) 표창(청년정책대상)
- 2014. 11 한국감정평가사협회장 표창(공로상)
- 2015. 12 대한민국 법제처장 표창(장차관급)(우수국민법제관)
- 2016. 12 한국감정평가사협회장 표창(공로상)
- 2016. 12 경기도민회 공로패 수상(무료법률유공)
- 2017. 07 서울특별시 영등포구청장 표창(봉사유공)
- 2017. 12 대한민국 법제처장 표창(장차관급)(최우수국민법제관)
- 2018. 10 대한적십자사 공로상 수상(공로상)(장관급)
- 2018. 10 대한적십자사 포장증 은상 수상(봉사유공)
- 2019. 01 대한적십자사 포장증 금상 수상(봉사유공)
- 2019. 02 국민대학교 총장 표창(우수인재상)
- 2019. 11 논문우수상(한국부동산경제단체연합회 회장)(주제:남북한의 부동산감정평가제도 통합에 관한 연구)
- 2019. 12 대한민국 법제처장 표창(대한민국 법제처장 3회 표창 수여함)(장차관급)(우수국민법제관)
- 2023. 03 대한적십자사 명예장 포장증 수상(봉사유공장)(장관급)
- 2023. 07 경기도 안양시장 표창(무료법률상담10년 유공장)

## 연구내역 및 저서
- 2013. 북한의 부동산법제도 연구(국민대학교 법학연구소)
- 2014. GTX건설이 토지가치에 미치는 영향에 관한 연구(경기도)
- 2015. 기설송전선로 선하지 과거사용료지급 개선에 관한 연구(한국전력공사)
- 2019. 남북한의 부동산감정평가제도 통합에 관한 연구(국민대학교)
- 2008. – 2023. (저서) 행정법, 신감정평가론, 신부동산학개론, 감평행정법, 감정평가 및 보상법규 기본서, 감정평가 및 보상법규 판례분석 등 10여권(부연사, 박문각)

## 저술 활동
- 감정평가 및 보상법규 선행학습 감평행정법 개정판(2023년/박문각)
- 감정평가 및 보상법규 기본강의 개정판(2023년/박문각)
- 감정평가 및 보상법규 종합문제 개정판(연습)(2023년/박문각)
- 감정평가 및 보상법규 기출문제분석 개정판(2023년/박문각)
- 감정평가 및 보상법규 판례정리분석 개정판(2023년/박문각)
- 감정평가 및 보상법규 최종점검(2023년/박문각)
- 감정평가 및 보상법규 암기장 시리즈(2023년/박문각)